# Lista över mytologiska gestalter i tematisk ordning
Detta är en lista över mytologiska gestalter i tematisk ordning.

## Mytologiska gestalter

### Anfäder
Abraham, Aeneas, Amaterasu, Apamo, Aram, Ataentsic, Bharata, Bolon Dzacab, Danann, Esau, Frej, Ham, Hayk, Inti, Isak, Ismael, Itzamna, Jakob, Jafet, Kachinas, Kintu, Lebé, Maina, Ninigi, Nyikang, Oden, Quetzalcoatl, Rig, Shang, Sem, Ul, Woto, Zoa

### Besök i annan värld
Efé, Etana, Eurydike, Glispa, Hermod, Izanagi, Marwé, Murilé, Nyunza, Onatha, Orfeus, Pwyll, Tammuz

### Övernaturlig befruktning
Afrodite, Athena, Erichthonios, Europa, Ge-Sar, Ihy, Jesus, Jungfru Maria, Kadmos, Leda, Mahamaya, Momotaro, Mithra, Oengus, Perseus, Saosyant, Sara, Tyndareos, Väinämöinen

### Barnafödsel
Bes, Freja, Frigg, Ix Chel, Jizo Bosatsu, Juno, Meshkent, Purandhi, Taueret

### Gudar i djurgestalt
Ah Kinchil, Amon, Anubis, Apis, Bastet, Buchis, Ganesha, Garuda, Hanuman, Hapy, Jambavan, Khnum, Kurma, Loke, Mnevis, Nanabush, Nanook, Nekhebet, Pan, Ptah, Sebek, Seker, Sekhmet, Set, Sokar, Sugriva, Sun Wukong, Taueret, Varaha, Wadjet, Xolotl, Zeus

### Drama
Dionysos

### Dvärgar
Alberich, Allvis, Andvare, Brokk, Bes, Eitre, Nibelung, Suku-Na-Bikona, Vamana

### Döden
Ah Puch, Anubis, Charon, Cumhau, Dis, Emma-O, Hades, Hekate, Hel, Hine-Nui-Te-Po, Mictlantecuhtli, Ärkeängeln Mikael (god dödsängel), Morana, Mot, Orcus, Samael (ond dödsängel), Seker, Tartaros, Tore, Yama, Yen-Lo

### Dömda hjältar
Agamemnon, Akilles, Conaire, Cuchulainn, Gilgamesh, Herakles, Hippólytos, Ikaros, Oidipus

### Elden
Agni, Atar, Chongli, Elia, Helige Ande, Hestia, Kagutsuchi, Murilé, Prometheus, Surt, Svarogu, Tohil, Vesta, Vulcanus, Xiuhtlecutli, Zhurong

### Enlevering
Deirdre, Diarmaid, Freja, Grainne, Helena, Isolde, Melwas, Ōkuninushi, Paris, Romulus Martis, Tristan

### Fadersgestalter
Anu, Jahve/Jehova, El/Elohim, Kronos, Manitou, Oden, Okeanos, Oxalá, Qaholom, Saturnus, Svarog, Zeus

### Floder och vatten
Achelous, Aiwel, Alfeios, Anuket, Arethusa, Bia, Boiuna, Bran, Chalchiuhtlicue, Charon (underjordisk färjkarl), Ganga, Hapi, Heng Bo, Johannes Döparen, Khopun, Mikumari-no-Kami, Mizuhanome, Okeanos, Poseidon, Styx, Suijin, Tano

### Folkhjältar
Aeneas, Arthur, Beowulf, Holger Danske, Cuchulainn, Finn, Nyikang

### Fruktbarhet
Ala, Amaunet, Anahita, Baal, Dionysos, Frej, Freja, Helige Ande, Indra, Karttikeya, Kunapipi, Min, Nekhebet, Nerthus, Ningizzida, Pachamama, Ptah, Satis, Shiva, Tammuz, Viracocha

### Första kvinnan
Abuk, Ataentsic, Boaliri, Caha-Paluna, Caquixaha, Embla, Eva, Hine-Ahuone, Kamaugarunga, Lilith, Malava, Masyane, Meme, Nambi, Pandora, Parshu, Sela, Tefnut, Tiamat, Tzununiha, Uti

### Förste mannen
Adam, Apsu, Ask, Balam-Acab, Balam-Quitze, Buri, Dxui, Efé, Garang, Gborogboro, Iqui-Balam, Kenos, Kintu, Mahucutah, Masya, Mukuru, Mulungu, Mupe, Mwambu, Poshaiyangkyo, Shu, Umngoma, Yama

### Hantverk
Daedalos, Musa (afrikansk mytologi), Pachacamac, Tvashtar, Arachne och Athena (vävkonst)

### Havet och sjöar
Ägir, Ahti, Aipalookvik, Alkinoos, Ao Chin, Forkys, Manannan, Neptunus, Nereus, Njord, Olokun, Poseidon, Proteus, Ran, Ryujin, Sedna, Tangaroa, Thetis, Vodjanoj, Yam, Yemanjá Triton

### Himlen och vindar
Anu, Arawotya, Aryaman, Bacabs, Dyauspitar, Hathor, Horus, Jahve/Jehova Sebaot, Jupiter, Min, Nut, Rangi, Shang Di, Svarogu, Tian, Uranos, Vayu, Yu-Huang, Zeus

### Jakt
Aktaion, Adonis, Aningan, Apollon, Artavazd, Artemis, Asdiwal, Caipora, Devana, Diana, Musa, Nimrod, Ogun, Orion, Skade

### Jorden
Ala, Astarte, Bochica, Cheng-Huang, Demeter, Diya, Eithinoha, Gaia, Geb, Isis, Izanagi, Jugumishanta, Ki, Krishna, Kukulcan, Mati-Syra-Zemlja, Nanook, Nerthus, Ninhursag, Nokomis, Orunmila, Papa, Prithivi, Quetzalcoatl, Rama, Sedna, Sita, Vamana, Varaha, Viracocha

### Jättar och jättedödare
Argos, Atlas, Balor, Baugi, Cykloper, Christóforos, Corineus, Culhwch, Dagda, David, Geirröd, Geryon, Gog, Goljat, Hrungner, Humbaba, Hymer, Kalypso,Loke, Lugh, Mimer, Nagenatzani, Nefilim, Orion, Pangu, Polyfemos, Purusha, Skade, Skrymer/Utgårda-Loke, Tor, Yeitso, Ymer, Ysbaddan

### Forntida kungar
Achav, Balak, Belinus, Belsassar, Bladud, Kung David, Erichtonius, Frej, Fuxi, Ge-Sar, Huang-Di, Jehu, Jimmu, Lludd, Oden, Oduduwa, Saul, Sanherib, Salomo, Shennong, Shun, Vortigern, Yao, Yima, Yu, Zhuanxu

### Krig
Ares, Athena, Guān Yǔ, Indra, Mars, St. Mikael, Oden, Perun, Tor, Tyr, Vahagn

### Kärlek (erotisk)
Afrodite, Amor, Aengus, Cupido, Eros, Frej, Freja, Ishtar, Kama, Layla, Rati, Tlazolteotl, Venus, Yarilo Lejla

### Lag
Dike, Forsete, Jahve/Jehova, Justitia, Li, Mayet, Moses, Nesaru, Pulekukwerek, Rhadamantys, Temaukel, Yu-Huang

### Lycka
Bishamon, Daikoku, Ebisu, Ekkekko, Fukurokuju, Fuxing, St. Gabriel, Ganesha, Hotei, Jesus Kristus, Jurojin, Kishijoten, Luxing, Pachamama

### Läkekonst och helande
Aesculapius, Asklepios, Ayurveda, Eir, Helige Ande, Ix Chel, Ningizzida, Nodens

### Modersgestalter
Aditi, Ala, Alom, Amaunet, Anann, Aranrhod, Coatlicue, Danu, Demeter, Frigg, Gaia, Isis, Jugumishanta, Jungfru Maria (Jesu moder), Kunapipi, Kybele, Mati-Syra-Zemlya, Modron, Mut, Neith, Nekhebet, Nerthus, Ninhursag, Nokomis, Papa, Rhea, Sedna, Taueret, Waramurunggundji

### Monster och monsterdödare
Asterion, Baba-Yaga, Chimaira, Delgeth, Echidna, Erymantiska vildsvinet, Fafner, Fenrisulven, Gong-Gong, Gorgon, Grendel, St. Georgius, Herakles, Hydran, Kentauros, Kérberos, Karybdis, Ladon, Lamia/Lilith, Leviathan, Medusa, St. Mikael, Minotauros, Nemeiska lejonet, Orthos, Sfinx, Sigurd Fafnesbane, Simargl, Skylla, Stymfaliderna, Tieholtsodi, Tyfon

### Musik
Apollon, Brage, Kung David, St. Gabriel, Orfeus, Pan

### Månen
Aningan, Artemis, Chia, Diana, Hekate, Heng-O, Irdlirvirissong, Ix Ch'up, Khons, Kilya, Luna, Mawu, Myesyats, Måne, Nanna, Nyamé, Pah, Seléne, Shelardi, Sin, Thot, Tsukuyomi

### Naturen
Hine-Rau-Wharangi, Inari, Pachamama, Pan, Silvanus, Tammuz, Tane, Vayu, Yggdrasil

### Offer
Abel, Agamemnon, Huitzilopochtli, Idomeneus, Ifigenia, Isak, Ismael, Jesus Kristus, Kiranga, Molok, Perun, Polevik, Tlaloc

### Ondskan
Ahriman, Anchancho, Angra Mainyu, Asag, Asuras, Daevas, Dahak, Kubera, Leviathan, Loke, Maniga, Mara, Namtar, Oni, Ravana, Satan, Set, Vritra

### Orakel och profeter
Abraham, Anna, Apollon, Calchas, Cassándra, Danaë, Dodóna, Elia, Emrys, Fa, Ifa, Ifigenia, St. Johannes, Jokasta, Jonah, Josef (Jakobs son), Merlin, Metis, Muhammed, Moses, Orunmila, Pachacamac, Paulus, Samuel, Taliesin, Teiresias, Urim & Thummim, Zarathustra

### Ormar
Apep, Aranda, Ge-Sar, Gorgon, Issa, Kadmos, Laokoon, Lamia/Lilith, Leviathan, Maka, Medusa, Mertseger, Midgårdsormen, Naga, Python, Vritra, Zmei Gorynich

### Regn
Ao Chin, Chac, Chi Songzi, En-Kai, Indra, Jahve/Jehova, Leza, Mini, Owo, Parajanya, Tanukujen, Tlaloc, Tsui'goab, Wandjina, Viracocha

### Skapelse
Ahura Mazda, Amma, Amon, Awonawilona, Brahma, Chiminigagua, Con, Daksha, Dyauspitar, Ea, Enlil, Gluskap, Gucumatz, Gudatrigakwitl, Guinechen, Hunahpu, Indra, Inti, Ioskeha, Izanagi, Jahve/Jehova, Jumala, Juok, Kwawar, Leza, Maderatche, Marduk, Mbombo, Mulungu, Hormuz/Ohrmuzd, Olelbis, Pachayachachic, Prajapati (buddhism), Prajapati (hinduism), Ptah, Taikomol, Tangaroa, Tepeu, Tutujanawin, Varuna, Vishnu, Wiyot, Ymer

### Skörd
Kronos, Saturnus

### Solen
Ah Kinchil, Amaterasu, Anhur, Apollo (Phoebus), Asa, Aton, Atum, Bochica, Chors, Dazhbog, Helios (lat. Helius), Hyperion, Inti, Khepri, Lisa, Mithra, Ra, Savitri, Shakuru, Shamash, Shivini, Sól, Surya, Tlalchitonatiuh, To Kabinana, Vishnu, Vivasvat, Yi

### Sorg
Kung David, Demeter, Freja, Frigg, Gilgamesh, Hero, Ishtar, Isis, Jungfru Maria (Mater Dolorosa), Kitamba, Nanna, Od, Patroklos, Persefone, Rangi, Tammuz

### Stjärnbilder
Andromeda, Aranrhod, Ariadne, Kassiopeia, Hippólytos, Nanook

### Storm
Adad, Hadad, Huitzilopochtli, Indra, Kibuka, Rudra, Shango, Shiva, Susanoo, Tor

### Syndafloden
Atrahasis, Bochica, Chia, Deukalion, Etana, Guinechen, Gun, Manu, Nanabush, Noa, Noh, Olokun, Tieholtsodi, Utnapishtim, Viracocha, Wisagatcak, Yu, Ziusudra

### Syster och hustru
Izanagi, Izanami, Lisa, Mama Ocllo, Nugua, Sarah, Sekhmet

### Säd
Ceres, Onatha

### Underbarn
Kung David, Gshen-Rab, Indra, Krishna

### Vin
Dionysos (lat. Dionysus), Bacchus (gr. Bákkhos)

### Våld
Bia

### Återfödelse
Elia (återfödd som Johannes Döparen), Lemminkäinen, Oden, Onatha, Osiris, Taueret

### Äktenskapet
Hera, Juno, Kilya, Frigg

### Övergudar
Ahura Mazda, Amon, Biheko, Chingichnich, Con, Demiurg, Di, Dxui, El/Elohim, Gud, Guinechen, Hunab Ku, Inti, Jahve/Jehova Sebaot, Jumala, Kaggen, Manitou, Nyamé, Oden, Pachayachachic, Temaukel, Tiki Viracocha, Tirawa, Ukko, Unkulunkulu, Wakonda, Watauineiwa, Zeus.